# Liste des phares du Wisconsin

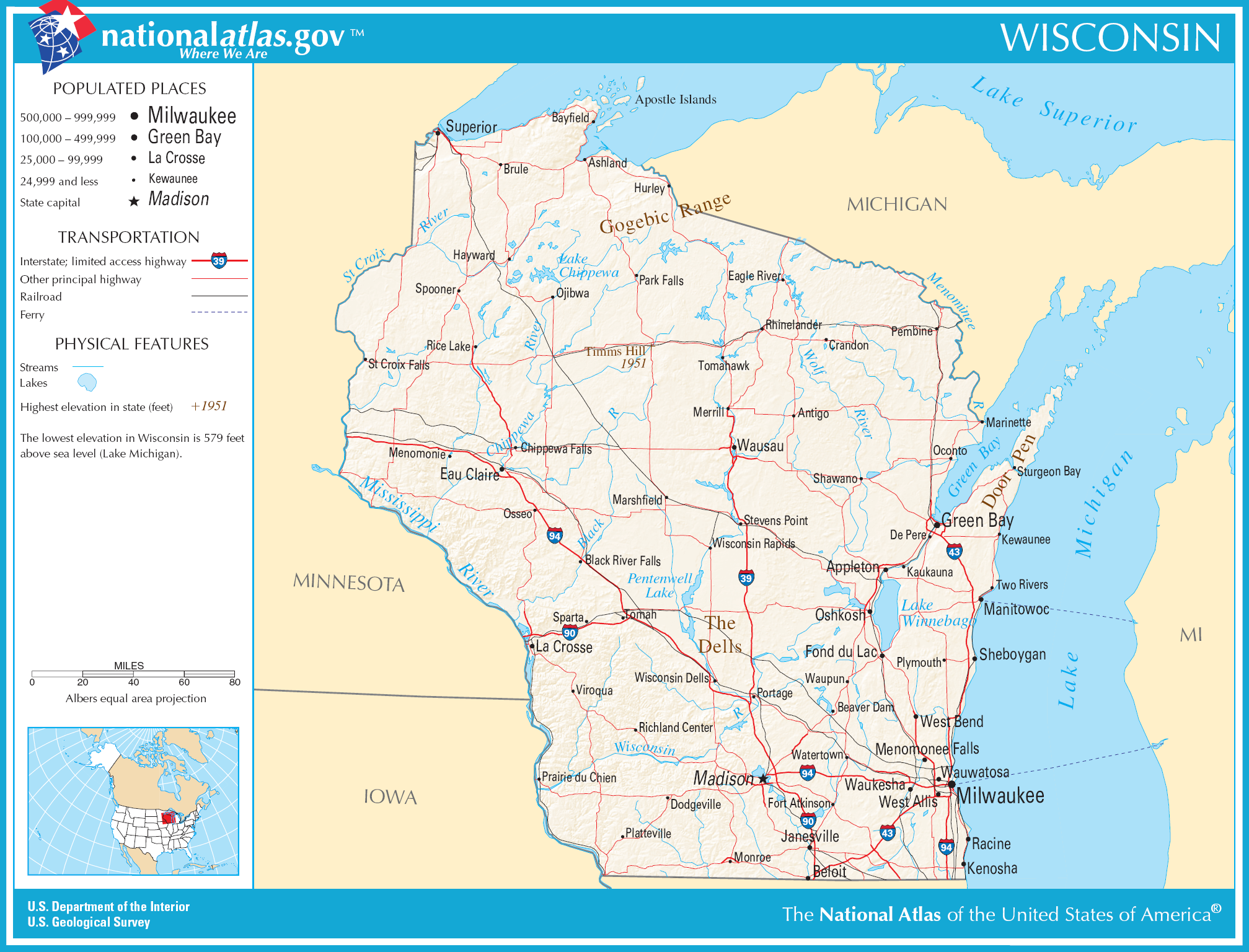
Carte du Wisconsin

La liste des phares du Wisconsin dresse la liste des phares de l'État américain du Wisconsin répertoriés par la United States Coast Guard. Les phares sont situés sur le littoral sud du lac Michigan.
Les aides à la navigation dans le Wisconsin sont gérées par le neuvième district de l' United States Coast Guard , mais la propriété (et parfois l’exploitation) de phares historiques a été transférée aux autorités et aux organisations de préservation locales.
Leur préservation est assurée par le National Park Service ou par des propriétaires privés et sont répertoriés au Registre national des lieux historiques (*).

## Lac Supérieur

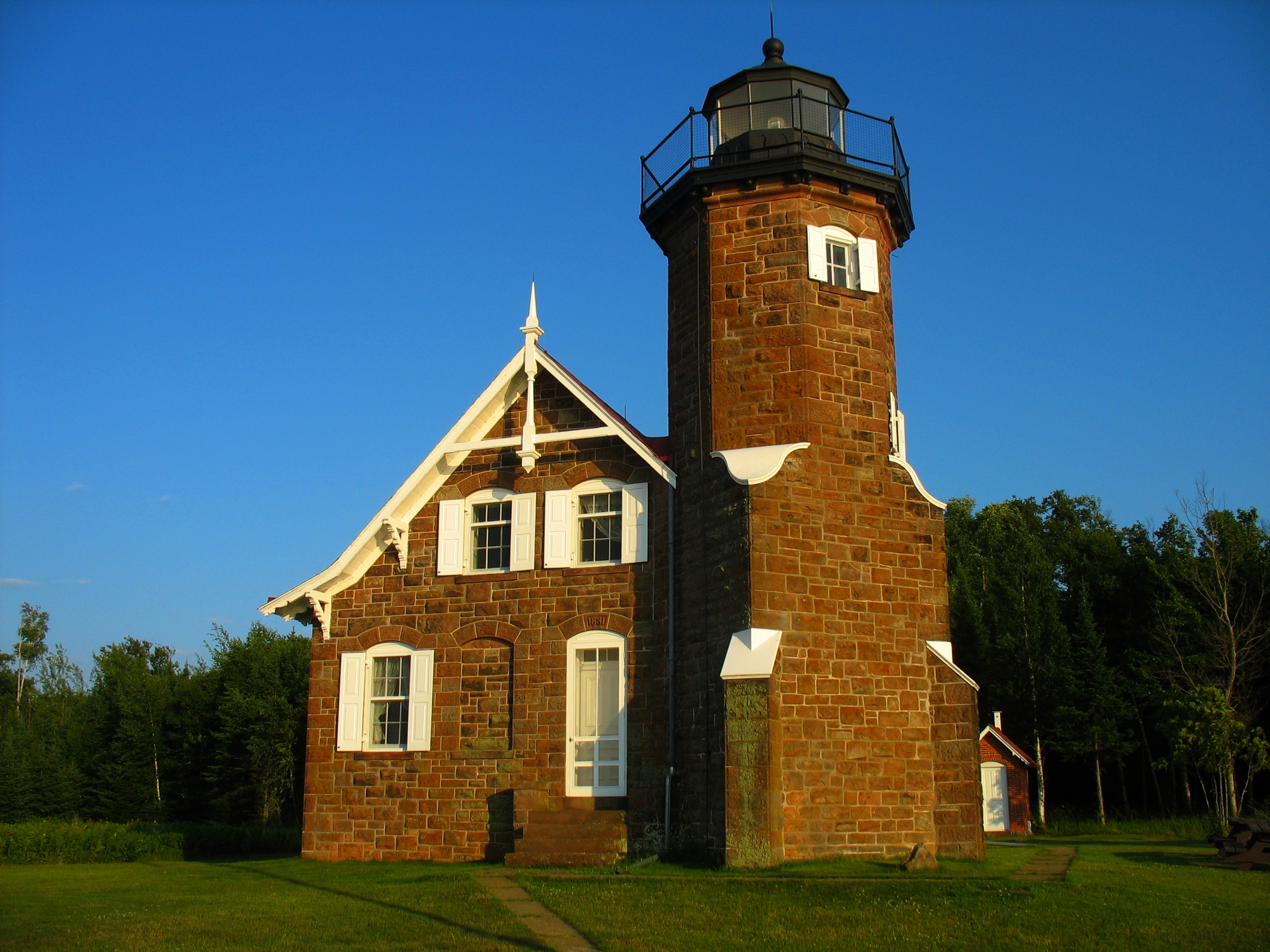
Sans Island

### Comté de Douglas
- Phare de Wisconsin Point *

### Comté de Bayfield
- Phare de Sand Island *
- Phare de Raspberry Island *

### Comté d'Ashland

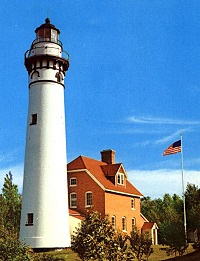
Outer Island

- Phare de Devils Island *
- Phare d'Outer Island *
- Phare de Gull Island
- Phare de Michigan Island *
- Phare de La Pointe *
- Phare de Chequamegon Point
- Phare du brise-lames d'Ashland *

## Lac Michigan

### Comté de Brown

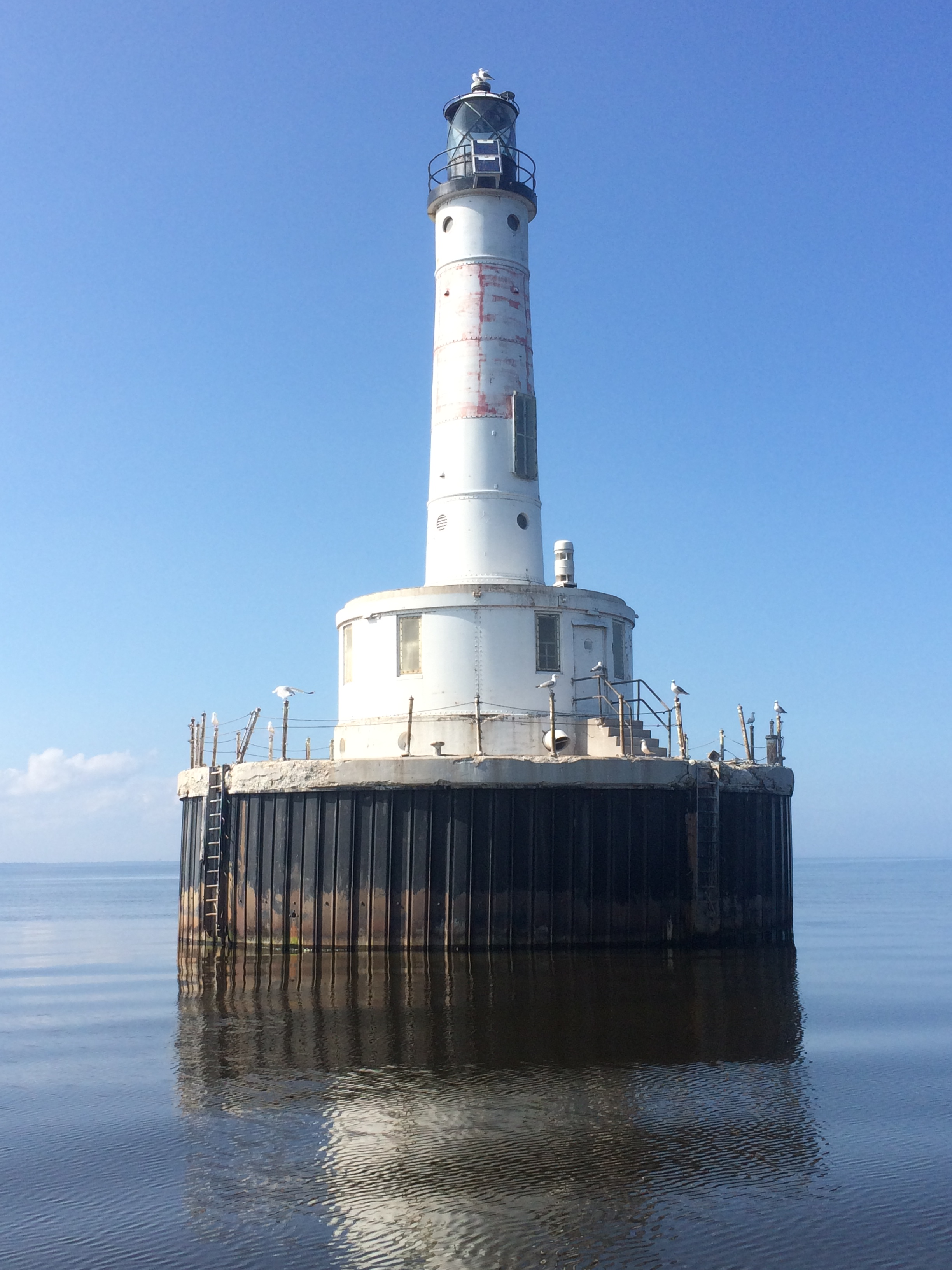
Peshtigo Reef

- Phares de Grassy Island *
- Long Tail Point Light (en)
- Phare de Green Bay

### Comté de Marinette
- Phare de Peshtigo Reef *
- Phare de Green Island (Wisconsin)

### Comté de Door
- Phare de Dunlap Reef
- Phare de Sherwood Point *
- Phare d'Eagle Bluff *
- Phare de l'île Chambers *
- Phare arrière de Plum Island *
- Phare de Boyer Bluff

- Phare de Pottawatomie *
- Phare de l'île Pilot *
- Phare de Cana Island *
- Phare arrière de Baileys Harbor *
- Phare avant de Baileys Harbor *
- Phare de Baileys Harbor
- Phare de Sturgeon Bay

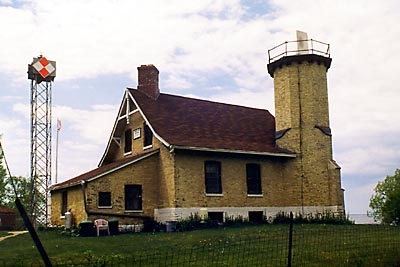
Chambers Island

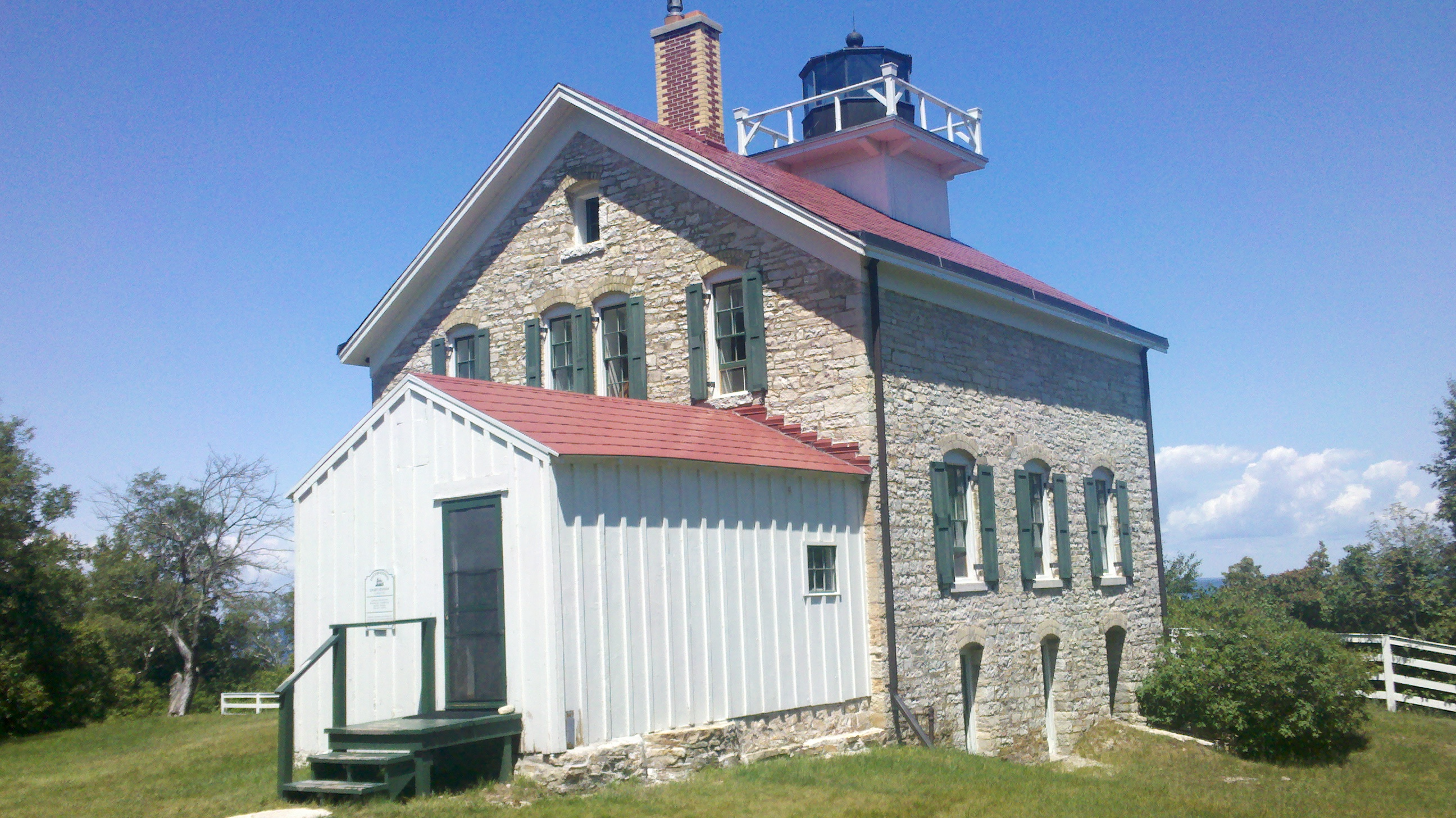
Pottawatomie

- Phare du canal maritime de Sturgeon Bay *

### Comté de Kewaunee

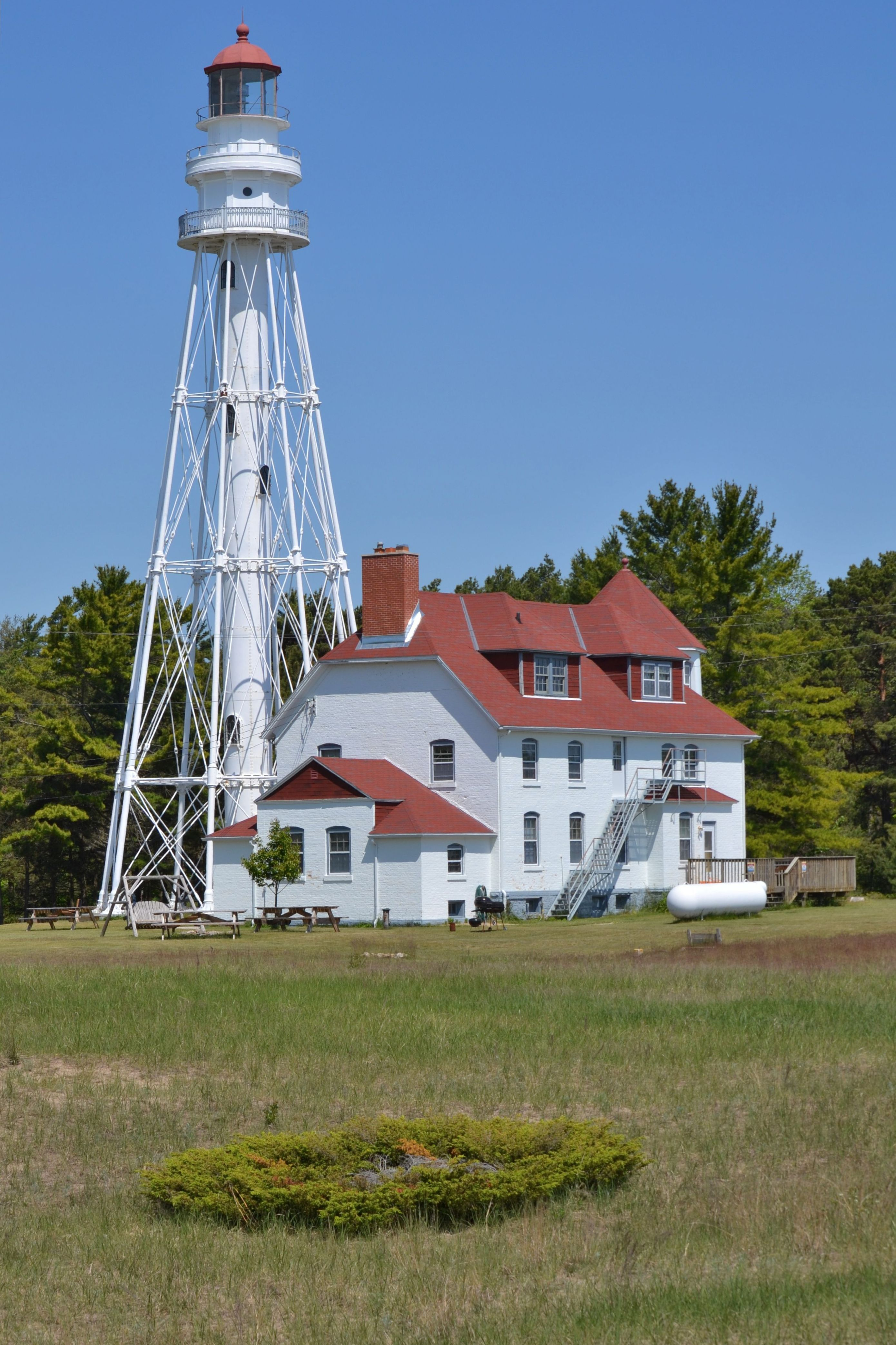
Rawley point

- Phare d'Algoma
- Phare de Kewaunee

### Comté de Manitowoc
- Phare de Rawley Point *
- Phare de Two Rivers (Musée)
- Phare de Manitowoc

### Comté de Sheboygan

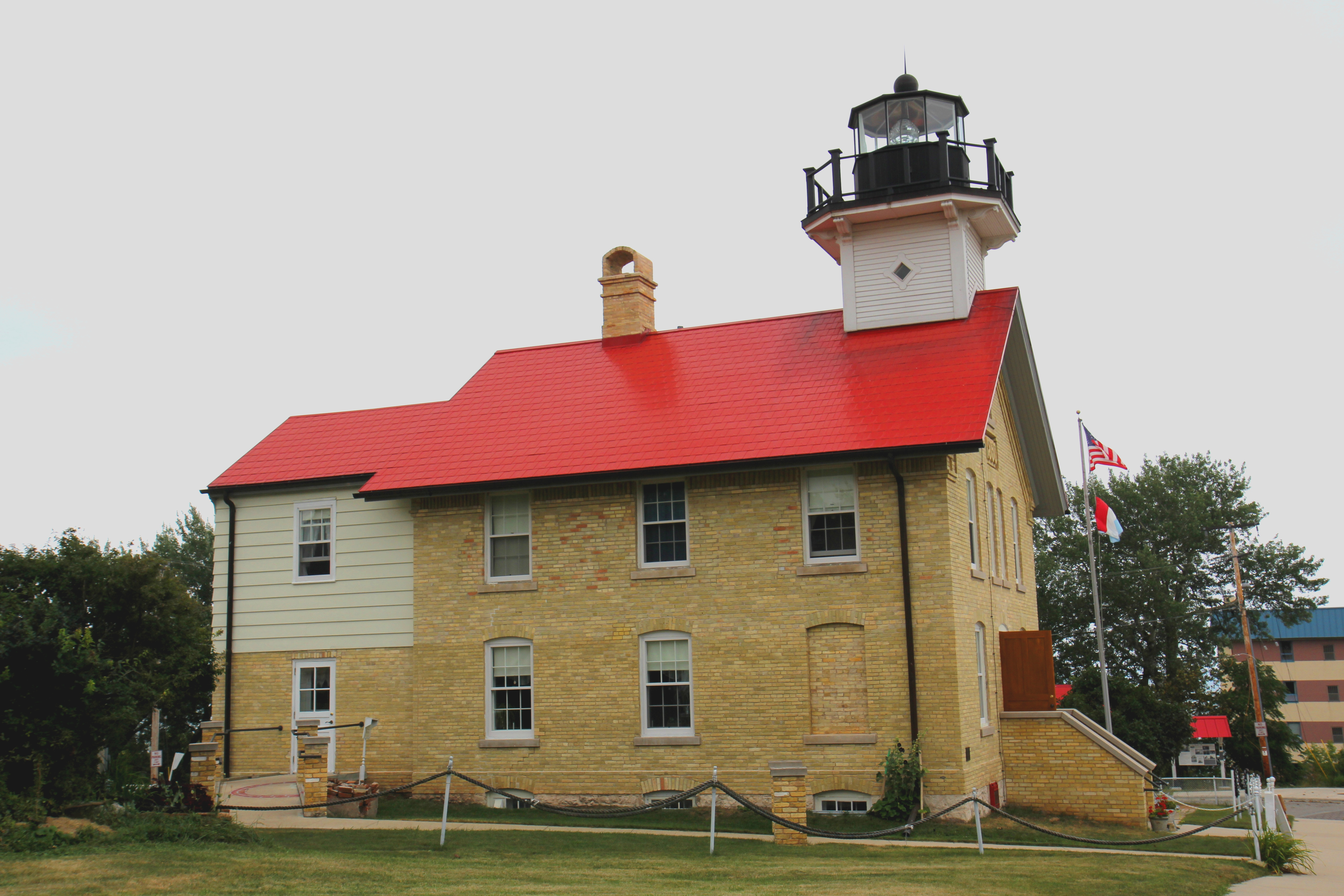
Port Washington

- Phare du brise-lames de Sheboygan

### Comté d'Ozaukee
- Phare de Port Washington (Musée) *
- Phare du brise-lames de Port Washington *
- Phare de Kevich

### Comté de Milwaukee
- Phare de North Point *

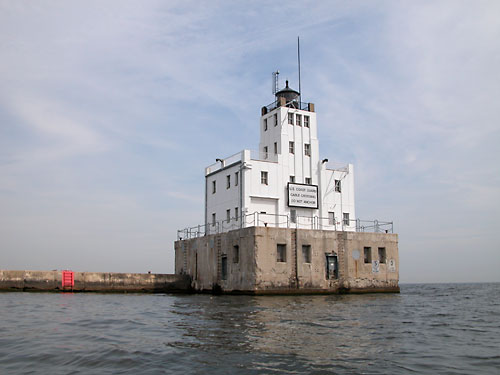
Milwaukee Breakwater

- Phare du brise-lames de Milwaukee *
- Phare de la jetée de Milwaukee *

### Comté de Racine
- Phare de Wind Point *
- Phare et station de sauvetage de Racine Harbor *

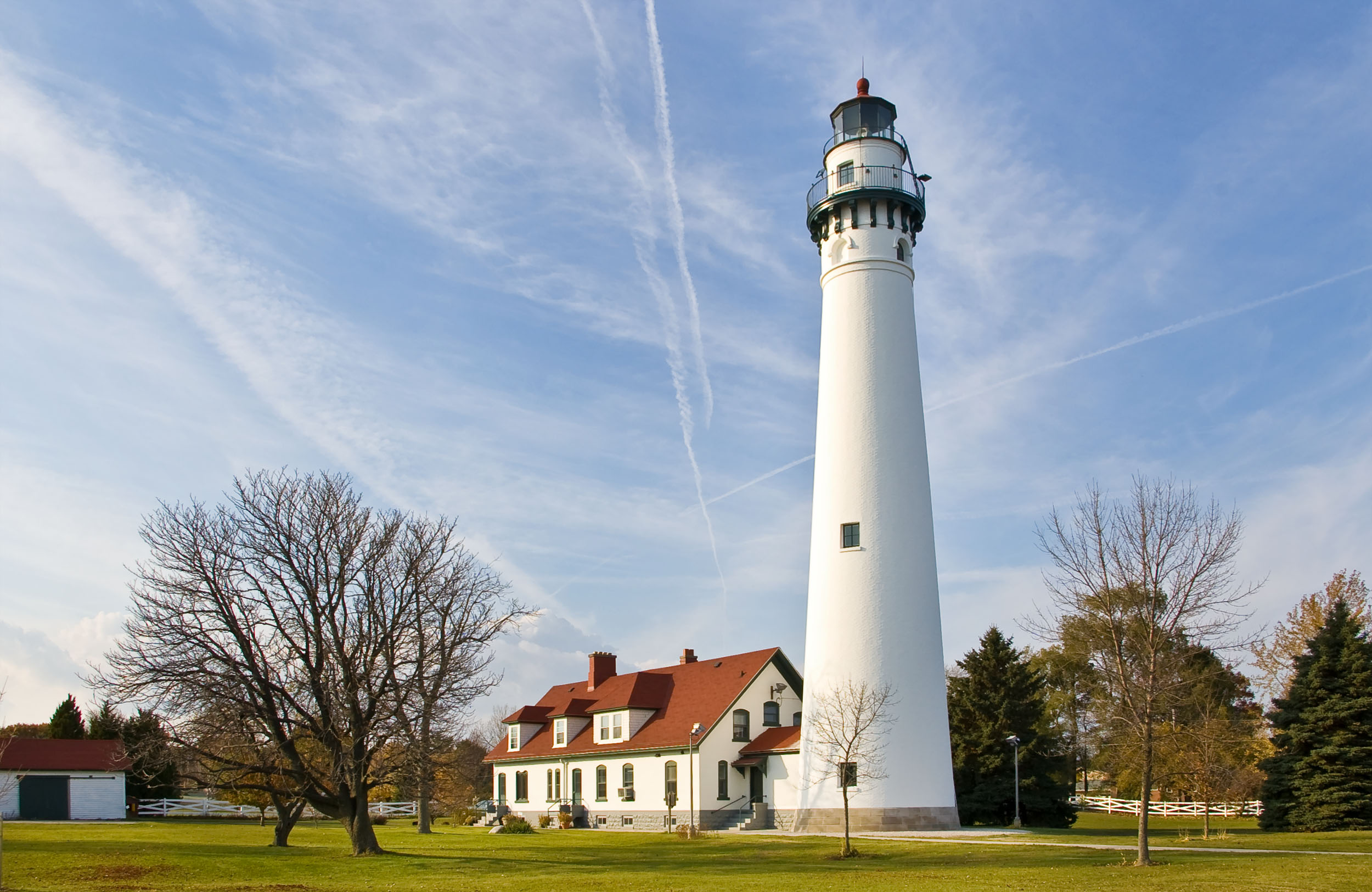
Wind Point

- Phare de Racine Reef

### Comté de Kenosha
- Phare de la jetée de Kenosha *
- Phare de Kenosha *

## Lac Winnebago

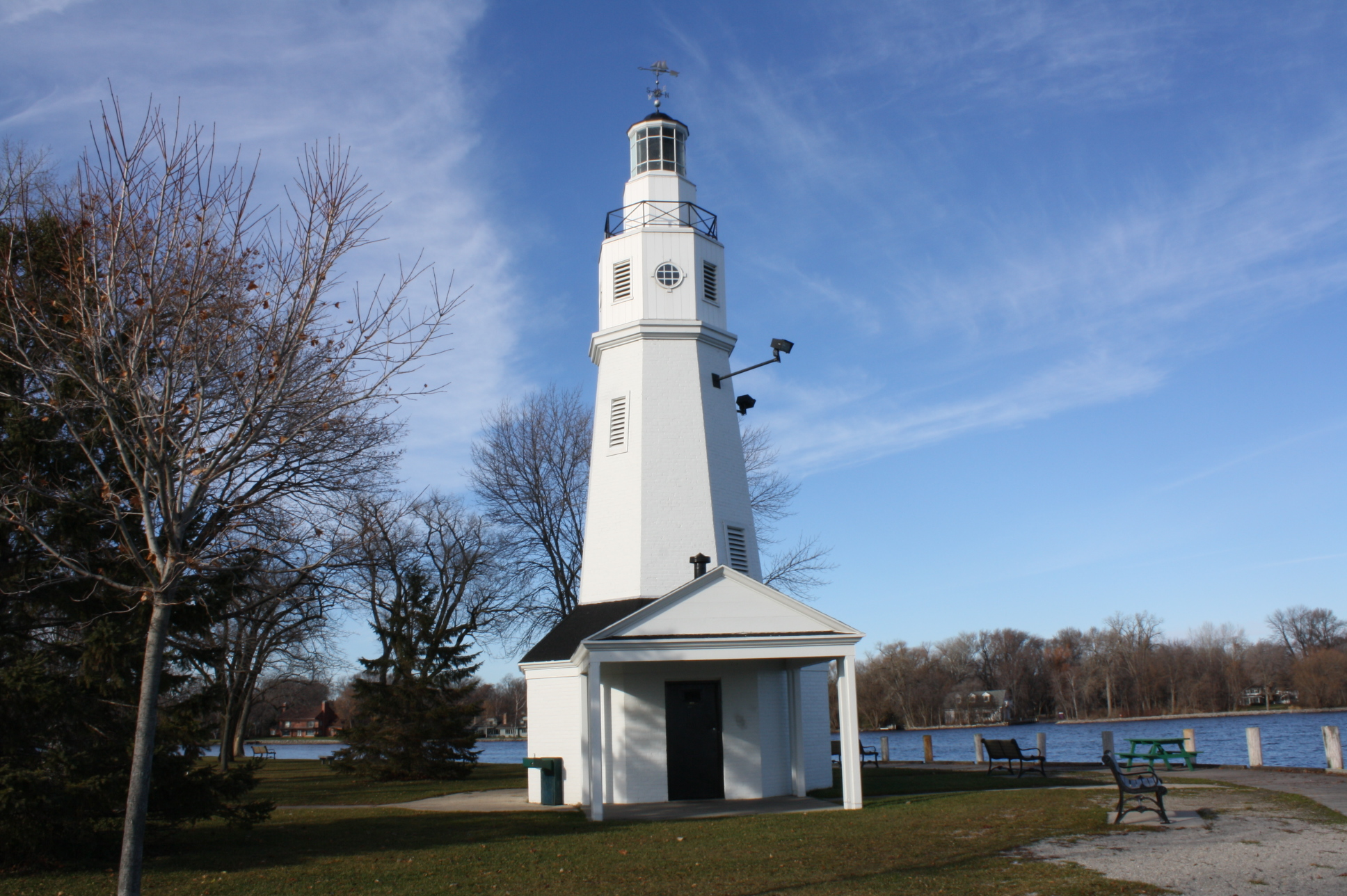
Neenah

### Comté de Winnebago
- Phare de Neenah *
- Phare d'Asylum (Inactif)
- Phare de Rockwell

### Comté de Fond du Lac
- Phare de Calumet
- Phare de Fond du Lac